# Snee Farm House
La Snee Farm House est une maison américaine à Mount Pleasant, en Caroline du Sud. Ancienne propriété de Charles Pinckney, elle est inscrite au Registre national des lieux historiques sous le nom de Snee Farm depuis le 13 avril 1973 et est par ailleurs classée National Historic Landmark sous ce même nom depuis le 7 novembre 1973. Protégée au sein du Charles Pinckney National Historic Site depuis la création de ce site historique national le 8 septembre 1988, elle en est la principale attraction.